# مقاطعة تايلور (فلوريدا)
مقاطعة تايلور هي مقاطعة في فلوريدا، بلغ عدد سكانها 22٬570  نسمة، في 2010، عاصمتها بيري، فلوريدا، تبلغ مساحتها 3٬191 كيلومتر مربع.

## الموقع
تشترك في الحدود مع:
- مقاطعة ماديسون (فلوريدا).

## التقسيمات الإدارية
- بيري، فلوريدا.